# Élections locales kirghizes de 2021
Les élections locales kirghizes de 2021 se déroulent le 11 avril 2021 au Kirghizistan. Initialement prévu le 12 avril 2020, le scrutin est reporté du fait de la pandémie de Covid-19.
Les résultats du premier vote sont contestés dans les villes de Bichkek, Och et Tokmok. Les résultats sont annulés et une nouvelle élection est tenue le 11 juillet 2021.

## Résultats

### Balykchy
| Parti | Parti                | Nombre de votes | Nombre de votes | Nombre de votes | Total des sièges |
| Parti | Parti                | Voix            | %               | Sièges          | Total des sièges |
| ----- | -------------------- | --------------- | --------------- | --------------- | ---------------- |
|       | Tabylga              | 2336            | 20,20 %         | 10              | 10 / 31          |
|       | Onuguu-Progress      | 1567            | 13,55 %         | 6               | 6 / 31           |
|       | Emgek                | 1336            | 11,56 %         | 6               | 6 / 31           |
|       | Muras                | 1275            | 11,03 %         | 5               | 5 / 31           |
|       | Zamandash            | 869             | 7,52 %          | 4               | 4 / 31           |
|       | Birge-Vmeste         | 764             | 6,61 %          | 0               | 0 / 31           |
|       | Ata-jourt            | 754             | 6,52 %          | 0               | 0 / 31           |
|       | Chong Kazat          | 510             | 4,41 %          | 0               | 0 / 31           |
|       | Yyman Nuru           | 479             | 4,14 %          | 0               | 0 / 31           |
|       | Uluu-jourt           | 446             | 3,86 %          | 0               | 0 / 31           |
|       | Sociaux-démocrates   | 402             | 3,48 %          | 0               | 0 / 31           |
|       | Adilettuu Kyrgyzstan | 374             | 3,23 %          | 0               | 0 / 31           |
|       | Tazalyk              | 144             | 1,25 %          | 0               | 0 / 31           |
|       | Contre tous          | 220             | 1,90 %          | 0               | 0 / 31           |

### Bichkek
| Parti | Parti                       | Nombre de votes | Nombre de votes | Nombre de votes | Total des sièges |
| Parti | Parti                       | Voix            | %               | Sièges          | Total des sièges |
| ----- | --------------------------- | --------------- | --------------- | --------------- | ---------------- |
|       | Emgek                       | 19005           | 18,25 %         | 11              | 11 / 45          |
|       | Ata-jourt Kirghizistan      | 14851           | 14,26 %         | 9               | 9 / 45           |
|       | Ishenim                     | 13078           | 12,56 %         | 8               | 8 / 45           |
|       | Yntymak                     | 11268           | 10,82 %         | 7               | 7 / 45           |
|       | Onuguu-Progress             | 8493            | 8,16 %          | 5               | 5 / 45           |
|       | Sociaux-démocrates          | 8421            | 8,09 %          | 5               | 5 / 45           |
|       | Kirghizistan uni            | 6605            | 6,34 %          | 0               | 0 / 45           |
|       | Réforme                     | 5558            | 5,34 %          | 0               | 0 / 45           |
|       | Force de l'unité            | 5234            | 5,03 %          | 0               | 0 / 45           |
|       | Zamandash                   | 3320            | 3,19 %          | 0               | 0 / 45           |
|       | Capitale                    | 1434            | 1,38 %          | 0               | 0 / 45           |
|       | Bizdin El                   | 1267            | 1,22 %          | 0               | 0 / 45           |
|       | Keletchek-Buduschee         | 609             | 0.58 %          | 0               | 0 / 45           |
|       | Parti démocratique du Turan | 399             | 0,38 %          | 0               | 0 / 45           |
|       | Parti vert du Kirghizistan  | 316             | 0,30 %          | 0               | 0 / 45           |
|       | Jany-Mezgil                 | 235             | 0,235 %         | 0               | 0 / 45           |
|       | Uluu-jourt                  | 228             | 0,22 %          | 0               | 0 / 45           |
|       | Aïkol Kyrgyzstan            | 83              | 0,08 %          | 0               | 0 / 45           |

### Jalal-Abad
| Parti | Parti                  | Nombre de votes | Nombre de votes | Nombre de votes | Total des sièges |
| Parti | Parti                  | Voix            | %               | Sièges          | Total des sièges |
| ----- | ---------------------- | --------------- | --------------- | --------------- | ---------------- |
|       | Ata-jourt Kirghizistan | 12124           | 61,19 %         | 22              | 22 / 31          |
|       | Onuguu-Progress        | 2839            | 14,32 %         | 5               | 5 / 31           |
|       | Yyman Nuru             | 2419            | 12,20 %         | 4               | 4 / 31           |
|       | Kirghizistan uni       | 1110            | 5,60 %          | 0               | 0 / 31           |
|       | Nur                    | 1027            | 5,18 %          | 0               | 0 / 31           |
|       | Contre tous            | 293             | 1,47 %          | 0               | 0 / 31           |

### Karakol
| Parti | Parti                  | Nombre de votes | Nombre de votes | Nombre de votes | Total des sièges |
| Parti | Parti                  | Voix            | %               | Sièges          | Total des sièges |
| ----- | ---------------------- | --------------- | --------------- | --------------- | ---------------- |
|       | Birge-Vmeste           | 2864            | 20,43 %         | 11              | 11 / 31          |
|       | Tabylga                | 1907            | 13,60 %         | 7               | 7 / 31           |
|       | Emgek                  | 1288            | 9,19 %          | 5               | 5 / 31           |
|       | Yyman Nuru             | 1028            | 7,33 %          | 4               | 4 / 31           |
|       | Zamandash              | 1012            | 7,22 %          | 4               | 4 / 31           |
|       | Chong Kazat            | 700             | 4,99 %          | 0               | 0 / 31           |
|       | Parti socialiste       | 692             | 4,94 %          | 0               | 0 / 31           |
|       | Asman Ala-Too          | 656             | 4,68 %          | 0               | 0 / 31           |
|       | Yntymak                | 589             | 4,20 %          | 0               | 0 / 31           |
|       | Onuguu-Progress        | 582             | 4,15 %          | 0               | 0 / 31           |
|       | Parti vert             | 453             | 3,23 %          | 0               | 0 / 31           |
|       | Sociaux-démocrates     | 453             | 3,23 %          | 0               | 0 / 31           |
|       | Respoublika            | 398             | 2,84 %          | 0               | 0 / 31           |
|       | Meken Yntimagy         | 321             | 2,29 %          | 0               | 0 / 31           |
|       | Tyntchlyk              | 255             | 1,82 %          | 0               | 0 / 31           |
|       | Réforme                | 226             | 1,61 %          | 0               | 0 / 31           |
|       | Ata-jourt Kirghizistan | 220             | 1,57 %          | 0               | 0 / 31           |
|       | Contre tous            | 292             | 2,08 %          | 0               | 0 / 31           |

### Naryn
| Parti | Parti              | Nombre de votes | Nombre de votes | Nombre de votes | Total des sièges |
| Parti | Parti              | Voix            | %               | Sièges          | Total des sièges |
| ----- | ------------------ | --------------- | --------------- | --------------- | ---------------- |
|       | Biylik Elge        | 1707            | 14,86 %         | 5               | 5 / 31           |
|       | ORDO               | 1650            | 14,37 %         | 5               | 5 / 31           |
|       | Patriot Yntymagi   | 1530            | 13,32 %         | 5               | 5 / 31           |
|       | Uluu Kyrgyzstan    | 1464            | 12,75 %         | 5               | 5 / 31           |
|       | Onuguu-Progress    | 1430            | 12,45 %         | 4               | 4 / 31           |
|       | Yyman Nuru         | 1265            | 11,01 %         | 4               | 4 / 31           |
|       | Respoublika        | 1081            | 9,41 %          | 3               | 3 / 31           |
|       | Zamandash          | 673             | 5,86 %          | 0               | 0 / 31           |
|       | Sociaux-démocrates | 439             | 3,82 %          | 0               | 0 / 31           |
|       | Contre tous        | 246             | 2,14 %          | 0               | 0 / 31           |

### Och
| Parti | Parti                             | Nombre de votes | Nombre de votes | Nombre de votes | Total des sièges |
| Parti | Parti                             | Voix            | %               | Sièges          | Total des sièges |
| ----- | --------------------------------- | --------------- | --------------- | --------------- | ---------------- |
|       | Ata-jourt Kirghizistan            | 25475           | 38,91 %         | 19              | 19 / 45          |
|       | Bizdin Kyrgyzstan                 | 21216           | 32,41 %         | 15              | 15 / 45          |
|       | Uluttar Birimdigi Eldik Partiyacy | 10152           | 15,51 %         | 7               | 7 / 45           |
|       | Bir Bol                           | 5139            | 7,85 %          | 4               | 4 / 45           |
|       | Bardygyna Karchy                  | 765             | 1,17 %          | 0               | 0 / 45           |
|       | Kirghizistan uni                  | 684             | 1,04 %          | 0               | 0 / 45           |
|       | Keletchek-Buduschee               | 498             | 0,76 %          | 0               | 0 / 45           |
|       | Nur                               | 403             | 0,62 %          | 0               | 0 / 45           |
|       | Uluu-jourt                        | 316             | 0,48 %          | 0               | 0 / 45           |
|       | Yntymak                           | 0               | 0 %             | 0               | 0 / 45           |

### Talas
| Parti | Parti                  | Nombre de votes | Nombre de votes | Nombre de votes | Total des sièges |
| Parti | Parti                  | Voix            | %               | Sièges          | Total des sièges |
| ----- | ---------------------- | --------------- | --------------- | --------------- | ---------------- |
|       | Amanat                 | 1888            | 19,29 %         | 9               | 9 / 31           |
|       | Asyl Muras-Jachtar     | 1882            | 19,23 %         | 8               | 8 / 31           |
|       | Yyman Nuru             | 1108            | 11,32 %         | 5               | 5 / 31           |
|       | Respoublika            | 1015            | 10,37 %         | 5               | 5 / 31           |
|       | Kirghizistan           | 842             | 8,60 %          | 4               | 4 / 31           |
|       | Aikol                  | 675             | 6,89 %          | 0               | 0 / 31           |
|       | Ishenim                | 549             | 5,61 %          | 0               | 0 / 31           |
|       | Yntymak                | 546             | 5,57 %          | 0               | 0 / 31           |
|       | Uluu-jourt             | 519             | 5,30 %          | 0               | 0 / 31           |
|       | Ata-jourt Kirghizistan | 519             | 5,30 %          | 0               | 0 / 31           |
|       | Sociaux-démocrates     | 107             | 1,09 %          | 0               | 0 / 31           |
|       | Contre tous            | 135             | 1,37 %          | 0               | 0 / 31           |

### Tokmok
| Parti | Parti              | Nombre de votes | Nombre de votes | Nombre de votes | Total des sièges |
| Parti | Parti              | Voix            | %               | Sièges          | Total des sièges |
| ----- | ------------------ | --------------- | --------------- | --------------- | ---------------- |
|       | Birge-Vmeste       | 4800            | 28,28 %         | 9               | 9 / 31           |
|       | Emgek              | 4215            | 24,83 %         | 8               | 8 / 31           |
|       | Asyl Muras-Jachtar | 2830            | 16,67 %         | 5               | 5 / 31           |
|       | Patriot Yntymagi   | 2326            | 13,70 %         | 5               | 5 / 31           |
|       | El Birimdigi       | 2060            | 12,14 %         | 4               | 4 / 31           |

### Uzgen
| Parti | Parti                  | Nombre de votes | Nombre de votes | Nombre de votes | Total des sièges |
| Parti | Parti                  | Voix            | %               | Sièges          | Total des sièges |
| ----- | ---------------------- | --------------- | --------------- | --------------- | ---------------- |
|       | NDPK                   | 3732            | 33,25 %         | 12              | 12 / 31          |
|       | Ata-jourt Kirghizistan | 2709            | 24,14 %         | 9               | 9 / 31           |
|       | Amanat                 | 1506            | 13,42 %         | 5               | 5 / 31           |
|       | Onuguu-Progress        | 1104            | 9,84 %          | 3               | 3 / 31           |
|       | Nur                    | 799             | 7,12 %          | 2               | 2 / 31           |
|       | Zamandash              | 656             | 5,84 %          | 0               | 0 / 31           |
|       | Kirghizistan           | 506             | 4,51 %          | 0               | 0 / 31           |
|       | Contre tous            | 83              | 0,74 %          | 0               | 0 / 31           |